# Dzindri
Dzindri est une ville de l'union des Comores, situé sur l'île de Anjouan.